# Lev Osipovič Alburt
Lev Osipovič Alburt, ukrajinsko-ameriški šahovski velemojster, * 21. avgust 1945, Orenburg, Rusija.
Leta 1976 je postal mednarodni šahovski mojster, leta 1977 pa šahovski velemojster. Leta 1979 je prebegnil v ZDA.
1. ↑  chessgames.com — 2001.